# Casa cu arhitectură populară a lui G. Dosca (Lozova)
Casa cu arhitectură populară a lui G. Dosca este o clădire amplasată în Lozova, raionul Strășeni, Republica Moldova. Este un monument de arhitectură populară de importanță națională inclus în Registrul monumentelor Republicii Moldova ocrotite de stat cu nr. 1386 (raionul Strășeni). Datează de la înc. sec. XX.